# Св. св. Петър и Павел (Бобошево)
Вижте пояснителната страница за други значения на Свети апостоли Петър и Павел.
„Св. св. Петър и Павел“ е български православен параклис край град Бобошево, област Кюстендил.
Намира се на около 3 км над града, вляво от пътя за манастирската църква „Свети Димитър“, насред ливада, заобиколена от прохладни букови гори.

## Архитектура
Представлява малка 1-апсидна правоъгълна постройка с 2-скатен покрив и открит притвор от запад. Отвън са изписани образите на св. Петър и св. Павел. Отвътре параклисът е изцяло покрит със стенописи с ярък и специфичен художествен почерк. В близост до параклиса има навес от дървена конструкция с маси и пейки, както и каменна чешма със студена планинска вода.